# Ivo Svoboda
Ivo Svoboda (6. dubna 1948 – 23. února 2017) byl český politik, který byl v letech 1998–1999 ministrem financí ČR a v období 1997–1999 také místopředsedou ČSSD. Od ledna do července 1992 zastával též funkci náměstka ministra financí.

## Život a působení
Ivo Svoboda pracoval ve firmě ZPA Praha-Čakovice, později byl zaměstnancem maďarské firmy Videoton.[zdroj?] V letech 1990–1992 byl poslancem ČNR, v roce 1992 byl náměstkem ministra financí. Poté v letech 1993–1997 podnikal v oblasti ekonomického poradenství a v roce 1997 se stal místopředsedou představenstva firmy Liberta, a. s. Následně v letech 1998–1999 zastával ve vládě Miloše Zemana funkci ministra financí.
Z funkce ministra byl ale odvolán kvůli podezření z trestné činnosti v předchozí době, kdy působil ve firmě Liberta. Roku 2005 ho pražský vrchní soud společně s jeho poradkyní Barborou Snopkovou odsoudil za vytunelování této společnosti k pěti letům odnětí svobody. Trest si odpykával ve věznicích Všehrdy a Odolov, během jeho výkonu pracoval pro broumovskou Diakonii a v roce 2008 byl z výkonu trestu podmíněně propuštěn.
Trpěl Alzheimerovou chorobou, zemřel dne 23. února 2017.